# Il gioco della vendetta
Il gioco della vendetta (Home Invasion) è un film per la televisione del 2012 diretto da Doug Campbell.

## Trama
Dopo che ha ucciso per autodifesa il ladro che si era introdotto nella sua abitazione, Nicole diventa il bersaglio di Jade, la vendicativa fidanzata del ragazzo. Partecipando a un gruppo di sostegno per le vittime della criminalità, Jade riesce a fingersi amica di Nicole e pian piano cerca di distruggerle la vita.